# Isochilus unilateralis
Isochilus unilateralis là một loài thực vật có hoa trong họ Lan. Loài này được B.L.Rob. mô tả khoa học đầu tiên năm 1894.

## Hình ảnh

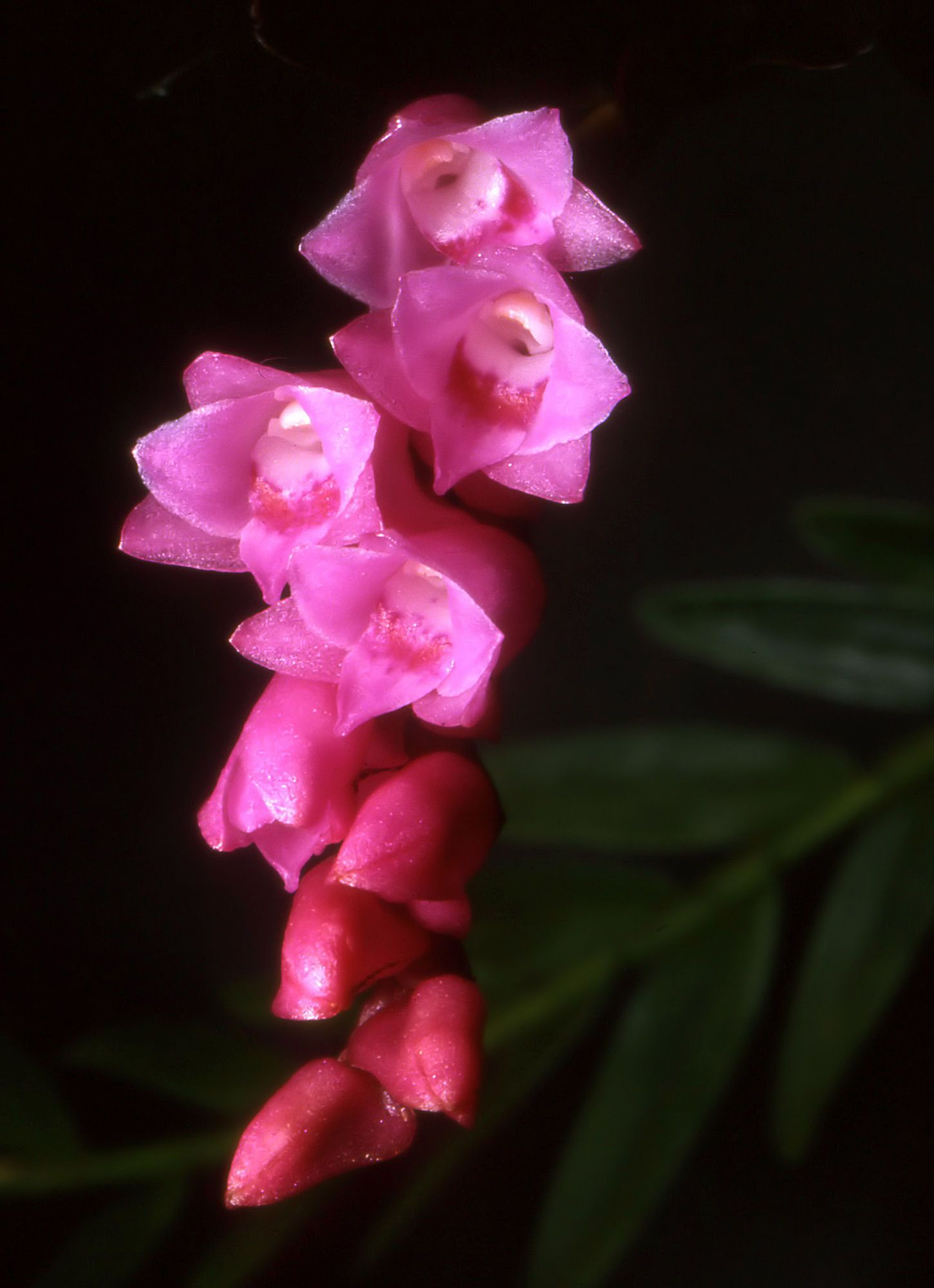